# Чиборра, Леннарт
Леннарт Мартен Квинт Чиборра (нем. Lennart Marten Quint Czyborra; 3 мая 1999, Берлин, Германия) — немецкий футболист, защитник итальянского клуба «Дженоа», выступающий на правах аренды за австрийский клуб «Тироль».

## Клубная карьера
Леннарт Чиборра начал заниматься футболом в небольшой команде «Айнтрахт» (Вандлиц). Через некоторое время перешёл в клуб «Пройсен» (Эберсвальде). В 2009 году игрока приобрёл берлинский «Унион». По прошествии года стал игроком другом берлинского клуба — «Герта». В 2015 году перешёл в молодёжную команду «Шальке 04», а затем, будучи членом команды до 19 лет, летом 2018 года переехал в первую команду нидерландского «Хераклеса», подписав трёхлетний контракт. 11 августа 2018 года дебютировал в Эредивизи в гостевом матче с «Аяксом», выйдя на замену на 82-й минуте вместо Барта ван Хинтюма.
22 января 2019 года стало известно, что Леннарт присоединится к итальянскому клубу «Аталанта» за 4 миллиона евро.
19 июля 2024 года перешёл на правах аренды в австрийский «Тироль». 28 июля дебютировал за клуб в матче 1-го раунда Кубка Австрии против «Имста». 3 августа дебютировал в чемпионате Австрии в гостевом матче с «Райндорф Альтах».